# Naissance en 1163
Naissance
- 1159
- 1160
- 1161
- 1162
- 1163
- 1164
- 1165
- 1166
- 1167

Cette page dresse une liste de personnalités nées au cours de l'année 1163 :
- 18 avril : Jin Xuanzong, empereur de la dynastie Jin.
- 12 novembre : Knut VI de Danemark, roi de Danemark.

- Ada de Hollande, fille de Florent III de Hollande, épouse d'Othon Ier de Brandebourg.
- As-Salih Ismaïl al-Malik, émir zengide de Damas.
- Fujiwara no Tadataka, noble de cour japonais (Kugyō).
- Hermann de Buxhoeveden (en), prince-évêque de Dorpat.
- Kōsai, moine de la secte bouddhiste Tendai et disciple controversé de Hōnen.
- Kulin, ban de Bosnie.
- Hōjō Yoshitoki, deuxième régent du shogunat de Kamakura.
- Minamoto no Mitsuyuki, gouverneur de la province de Kawachi.
- Ottokar IV de Styrie, margrave de Styrie.
- Hōjō Yoshitoki, deuxième shikken (régent) du shogunat de Kamakura et chef (Tokusō) du clan Hōjō.

## Crédit d'auteurs
- Cet article est partiellement ou en totalité issu de l'article intitulé « 1163 » (voir la liste des auteurs).